# Ненад Јовановић (дипломата)
Ненад Јовановић (Тузла, 14. јул 1907 — Женева, 28. фебруар 1957) је био југословенски дипломата, новинар и преводилац.

## Биографија
Рођен је 14. јула 1907. године у Тузли. Био је секретар Централног пресбироа Председништва Министарског савета Краљевине Југославије. Преводио је са енглеског и француског, а говорио је и немачки језик.
Оженио се 1933. године са Милицом Бабић, која је била први српски школовани костимограф у Народном позоришту у Београду. Венчани кум им је био Милан Сршкић, председник Министарског савета Краљевине Југославије.
Јовановић је отишао на дужност аташеа за штампу при посланству Краљевине Југославије у Берлину, 1939. године, док је југословенски посланик био др Иво Андрић. Када је почео Априлски рат 1941. године, особље посланства је склоњено од власти Трећег рајха на Боденско језеро и након два месеца депортовано у Београд. Тако је и Јовановић са супругом стигао 1. јуна 1941. године.
Гестапо га је ухапсио 23. августа 1944. године у Београду. У логор Дахау је стигао 31. августа 1944. године и заведен је под логорашким бројем "94408". Његова супруга Милица је уз помоћ Црвеног крста Србије, а можда и дипломатских контаката Андрића, успела да сазна где се Ненад налази и почела је да му шаље новац. Када су америчке снаге ослободиле Дахау 29. априла 1945. године, Јовановић је изашао на слободу и вратио се у Југославију, вероватно у јулу исте године.
Умро је 28. фебруара 1957. године у Женеви, где је боравио на лечењу у клиници свог брата.